# 本田里來
本田 里來（ほんだ りこ、2006年4月3日 - ）は、福岡県出身の、日本の柔道選手。階級は57kg級。組み手は左組み。得意技は内股。

## 経歴
柔道は5歳の時にオリンピックで2連覇した谷亮子と同じく東福岡柔道教室で始めた。小学校5年の時には全国小学生学年別柔道大会40㎏超級、6年の時には45㎏超級でそれぞれ優勝した。全国少年柔道大会の団体戦では3位だった。敬愛中学3年の時に全国中学校柔道大会57㎏級で優勝した。団体戦でも優勝したが試合には出場しなかった。敬愛高校1年の時には全国高校選手権で優勝した。2年の時には金鷲旗の決勝で佐賀商業高校に敗れて2位だった。インターハイでは3位だった。世界カデでは決勝で台湾のリン・ユハンを大内刈で破ったのを始め、オール一本勝ちで優勝した。全日本ジュニアでも優勝した。世界ジュニアでは準決勝まで全て一本勝ちするも、決勝でイタリアのベロニカ・トニオロに反則負けを喫して2位だった。団体戦では初戦のトルコ戦で敗れたが、準決勝のブラジル戦で勝利すると、決勝のフランス戦は自分の出番が回ってくる前にチームが優勝を決めた。グランドスラム・東京では2回戦でブラジルのジェシカ・リマに逆転負けを喫した。全国高校選手権の個人戦で2連覇を達成したが、団体戦では2位だった。3年の時には体重別に出場するも、初戦でパーク24の古賀ひよりに技ありで敗れた。金鷲旗で優勝した。インターハイでも優勝した。全日本ジュニアでは3位だった。世界ジュニアでは決勝で中国のタオ・ユインと対戦すると、技ありを先取した後に出足払で一本勝ちして優勝した。団体戦では決勝のフランス戦に技ありで勝利してチームの優勝に貢献した。グランプリ・リンツでは準決勝でドイツのセイヤ・バルハウスに有効で敗れると、3位決定戦でもギニアのマリアナ・エステべスに横掛で敗れて5位だった。2025年には東海大学へ進学した。体重別では初戦で敗れた。優勝大会では3位だった。
IJF世界ランキングは945ポイント獲得で53位(25/6/30現在)。

## 戦績
- 2017年 -　全国小学生学年別柔道大会　優勝(40kg超級)
- 2018年 -　全国少年柔道大会 団体戦　3位
- 2018年 -　全国小学生学年別柔道大会　優勝(45kg超級)
- 2021年 -　全国中学校柔道大会　個人戦　優勝　団体戦　優勝
- 2023年 -　全国高校選手権　優勝
- 2023年 -　金鷲旗 2位
- 2023年 -　インターハイ　3位
- 2023年 -　世界カデ　優勝
- 2023年 -　全日本ジュニア　優勝
- 2023年 -　世界ジュニア 個人戦　2位　団体戦　優勝
- 2024年 -　全国高校選手権　個人戦　優勝　団体戦　2位
- 2024年 - オーストリアジュニア国際　優勝
- 2024年 -　金鷲旗　優勝
- 2024年 -　インターハイ　優勝
- 2024年 -　全日本ジュニア　3位
- 2024年 -　世界ジュニア 個人戦　優勝　団体戦　優勝
- 2024年 -　国スポ　3位
- 2024年 -　エクサンプロバンスジュニア国際　優勝
- 2025年 - グランプリ・リンツ　5位
- 2025年 -　優勝大会　3位

(出典、JudoInside.com)